# Ella baila Sola
Ella baila Sola španjolski je pop duet koji su osnovale Marta Botía Alonso, (Madrid,15. rujna, 1974.) i Marilia Andrés Casares (Cuenca, 17. prosinca, 1974.) Sastav se razilazi 2001. Ostale su poznate po hitovima "Lo echamos a suertes", "Amores de Barra" i "Cuando los Sapos Bailen Flamenco".

## Povijest dueta
Marta Botía Alonso i Marilia Andres Casares upoznaju se u Madridu na sveučilištu San Agustín de Madrid i počinju pjevati kao prateći vokali u jednom rock sastavu. Nedugo zatim osnivaju duet "The Just", pjevajući na engleskom. Upoznaju glazbenika Gonzala Benavidesa i s njim snimaju svoj prvi album 1996. Tada su se već zvale Ella baila Sola (hr. Ona pleše sama) i pjevale su na španjolskom. Pjesma s tog albuma "Lo echamos a suertes" penje se na prvo mjesto na nekoliko top ljestvica. Slijede hitovi:  "Cuando los sapos bailen flamenco", "Amores de barra", "No lo vuelvas a hacer" i "Por ti". Prodaju oko 750 000 primjeraka ovog albuma u Španjolskoj i oko 500 000 u Latinskoj Americi.
Tijekom 1997. održavaju oko 100 koncerata diljem Španjolske i Latinske Amerike.
U proljeće 1998. snimaju svoj drugi album E.B.S., koji izlazi 14. rujna, i koji je sadržavao 15 novih pjesama. Prodaju oko 400 000 primjeraka ovog albuma u Španjolskoj i dalje oko 200 000 u Latinskoj Americi.
U rujnu 2000. započinju sa snimanjem trećeg albuma Marta & Marilia koji je glazbenim stilom ličio na prvi album i koji sadrži 12 novih pjesama. Album se pojavljuje u prodaji 20. studenog s pjesmom "Cómo repartimos los amigos" koja se brzo penje kao pjesma broj jedan na ljestvici 40 najboljih singlova. Ovaj album bio je nominiran za Grammy Latinos 2001. Prodaju oko 100 000 primjeraka ovog albuma u Španjolskoj.
EMI-Odeón 24. rujna 2001. pušta u prodaju kompilacijski album Ella Baila Sola. Grandes Éxitos 1996-1998-2000, na kojem se pored 20 pjesama s prva tri albuma nalazi i pjesma "Ay de ti, ay de mí".
Na ovom albumu nisu sudjelovale niti Marta ni Marillia i ovo je bio zadnji album koji se smatra da je pripadao sastavu Ella baila Sola. Obje prevačice se okreću ka solo karijeri. 
Marta Botía izdaje svoj prvi solo album Cumplir lo prometido koji se prodaje u Španjolskoj u 20 000 primjeraka.
EMI izdaje svake tri godine kompilacije hitova sastava Ella baila Sola, međutim na ovim kompilacijama nema novih pjesama ili snimaka, to su sve pjesme s prva tri albuma.
Trenutno Marta Botía pjeva u duetu Marta y Rocío ebs, dok Marilia surađuje s drugim pjevačima kao skladatelj i pjevač.

## Diskografija
Broj prodanih albuma u Španjolskoj i Latinskoj Americi iznosi između 3,5 i 4 milijuna primjeraka.

### Studijski albumi
- Ella baila Sola (1996.) (+1.600.000 primjeraka)
- E.B.S. (1998.) (+1.000.000 primjeraka)
- Marta y Marilia (2000.) (+500.000 primjeraka)
- Grandes éxitos (2001.) (+300.000 primjeraka)

## Vanjske poveznice
- Službene stranice sastava  Arhivirana inačica izvorne stranice od 18. srpnja 2011. (Wayback Machine)